# Asano Yukinaga
En aquest nom japonès, el cognom és Asano.
Asano Yoshinaga (Odani, província d'Omi, 1576 - 9 d'octubre de 1613) va ser un samurai japonès durant el període Sengoku i inicis del període Edo de la història del Japó, a més del fet que va exercir com a Go-bugy a finals del període Azuchi-Momoyama.

## Biografia
Asano Yoshinaga fou el major dels fills d'Asano Nagamasa. La seva primera acció en el camp de batalla la va tenir durant el setge d'Odawara (1590). El 1597, juntament amb el seu pare, va guanyar gran fama durant el setge d'Ulsan. Durant la batalla de Sekigahara va participar en el bàndol de l'Exèrcit de l'Est de Tokugawa Ieyasu i després de la victòria van ser traslladats al han de Wakayama, a la província de kii.